# Hala 1 bělehradského výstaviště
Hala 1 bělehradského výstaviště je hlavní objekt celého areálu. Díky svému unikátnímu technickému řešení je památkově chráněná. Monumentální hala má plochu 21 280 m2, z čehož 15 030 m2 slouží jako výstavní prostor. Vysoká je 30,78 m.
Objekt slouží často ke konání kulturních akcí, resp. koncertů.
Hala se nachází v západní části celého areálu výstaviště. Hala má kruhový půdorys a je zakryta kupolí s průměrem 109 m, což ve své době představovalo světový rekord. Halu tvoří: suterén, hlavní výstavní prostor, parter a dvě galerie. Suterén slouží jako technický prostor, sklad a kancelář, všechny ostatní prostory potom k pořádání výstav. Pro zajištění světelnosti haly jsou všechny stěny prosklené.
Ve své době se jednalo o ojedinělou stavbu a jednu z prvních na území Jugoslávie, postavenou z předpjatého betonu. Na jejím návrhu se podíleli stavební inženýři Branko Žeželj a Milan Krstić, dále potom architekt Milorad Pantović. Výstavba haly probíhala v letech 1954 až 1957 a byla první v areálu budoucího výstaviště, s jejím otevřením bylo zprovozněno i výstaviště samotné.
V roce 2009 byla hala na druhý pokus zapsána jako kulturní památka.
V roce 2020 byl hala během pandemie covidu-19 upravena jako polní nemocnice.